# فلسفه هندو
فلسفه هندو در بر دارنده فلسفه، جهان‌بینی‌ها و آموزه‌هایی است که از شبه‌قاره هند سر برآوردند. توسعه فلسفه هندو تا پس از دو هزار سال بعد از پایان دوره ودایی ادامه داشت. بر اساس آن مکاتب اصلیِ شش‌گانهٔ ارتدکسِ خداباورانه ی هندو از دل دین ودایی پرورش یافتند، این مکاتب عبارتند از سانکیه، یوگا، نیایا، وی شیشکا و میماسا؛ به این مکاتب شش‌گانه، آستیکه (خداباورانه، ارتدکس یا سنتی) گفته می‌شود. مکاتب آستیکهٔ هند وداهارا به عنوان منابع مهم دانش پذیرفتند و خود را پیرو آن می‌دانند.
هند باستان علاوه بر مکاتب آستیکه (خداباورانه یا ارتدکس)، مکاتب ناستیکه (هترودوسک) را هم در خودر پرورانده که علی‌رغم اشتراک مفاهیم فلسفهی وداهارا منکرند. مکاتب ناستیکهٔ هند شامل آیین بودا، جین، چارواکه، آجیویکه و چند مکتب دیگر می‌شود.
در سنت هندی به جای فلسفه از واژه دَرشَنه (به معنای دیدن یا تجربه - از سر گذراندن) استفاده می‌شود، این واژه از ریشه سانسکریت دریش می‌آید.

## سرچشمه
1. ↑  Soken Sanskrit, darzana
2. ↑  Andrew Nicholson (2013), Unifying Hinduism: Philosophy and Identity in Indian Intellectual History, Columbia University Press, شابک ‎۹۷۸−۰۲۳۱۱۴۹۸۷۷, pages 2-5
3. ↑  Klaus Klostermaier (2007), Hinduism: A Beginner's Guide, شابک ‎۹۷۸−۱۸۵۱۶۸۵۳۸۷, Chapter 2, page 26
4. ↑  P Bilimoria (2000), Indian Philosophy (Editor: Roy Perrett), Routledge, شابک ‎۹۷۸−۱۱۳۵۷۰۳۲۲۶, page 88
5. ↑  گذاری بر فلسفه «ودانته» از آغاز تا «رامانوجه»